# Asalto de ladrones
Asalto de ladrones (« Attaque de voleurs ») est une œuvre du peintre espagnol Francisco de Goya. Réalisée à l'huile, sur fer-blanc, elle mesure 42 cm de haut et 31 cm de large et été peinte entre 1793 et 1794. Elle appartient à la Collection Castro Serna à Madrid.

## Contexte de l'œuvre
Asalto de ladrones est l'une des 14 peintures à l'huile sur fer-blanc réalisées par Goya. Huit d'entre elles concernent la tauromachie (dont 6 ont lieu dans l'arène), tandis que les 6 autres sont sur des thèmes variés, catégorisées par lui-même comme « diversions nationales » (Diversiones nacionales). Elles ont été peintes entre 1793 et 1794, peu après qu'il est devenu sourd en 1792 des suites d'une maladie inconnue qui marquera une étape importante dans la vie et l'œuvre de Goya, qui a désormais un caractère plus acide.
Goya les envoie à l'Académie royale des beaux-arts de San Fernando afin de recevoir quelque critique. Il les avait en effet peintes,
« para ocupar la imaginación mortificada en la consideración de mis males, y para resarcir en parte los grandes dispendios que me han ocasionado. »
— Francisco de Goya

« pour occuper l'imagination mortifiée à l'heure de considérer mes maux, et pour dédommager en partie le grand gaspillage qu'ils ont occasionné. »
Les retours seront très positifs, et ces huiles sur fer-blanc marqueront un renouveau dans l'art de Goya, en particulier grâce à l'utilisation d'un coup de pinceau plus relâché et empâté, très proche des Caprichos.

## Analyse
Le tableau représente des voleurs qui attaquent à main armée une diligence. Plusieurs morts au sol, en premier plan.
Les tons diffèrent de l’Attaque de la diligence (1797), qui traite du même thème. Dans ce dernier, les tons pastels bleu et vert du paysage rococo dominent, occultant la violence de la scène. Celle-ci est comme marginalisée, avec le cadavre dans l'angle inférieur gauche, tandis que la scène principale montre le groupe de voleurs qui inspecte le butin. Dans Asalto de ladrones, les tons ocre et terre prédominent. La mort violente occupe le centre du tableau et l'intérêt du spectateur n'est pas dispersé en deux groupes de composition. Le point de vue est dirigé vers le premier plan et tous les gestes — les lignes convergentes des fusils dirigent le regard vers un survivant suppliant de l'épargner — ont avoir avec les assassinats.